# Grégoire de Bénévent
Grégoire de Bénévent (mort avant mars 738) est un duc lombard de Bénévent de 732 à 738

## Biographie
Après l'usurpation d'Andelais à Bénévent, le roi Luitprand intervient, chasse l'intru et le remplace par son propre neveu nommé Grégoire. Le jeune Gisulf, fils de Romuald II qui était le petit-neveu du souverain Lombard est emmené et élevé à la cour de Pavie. Grégoire qui, avant 729, est duc de Chiusi  et à qui le Chronicon Salernitanum attribue un règne de sept ans, meurt avant mars 738. Son épouse se nommait Giselpergue selon Paul Diacre.